# De Vrede (waterschap)
De Vrede is een voormalig wegwaterschap in de provincie Groningen.
Op initiatief van het waterschap Kibbelgaarn werd het schap opgericht om de Kibbelgaarnderweg te verharden. De weg werd in 1962 overgedragen aan de gemeente Veendam, waarna het nog enige jaren als aflossingswaterschap bleef bestaan, om de openstaande schulden af kunnen te lossen.